# Thai League 1
La Thai League 1 (in thailandese ทยลีก) è la massima serie del campionato thailandese di calcio. È un torneo professionistico nato nel 2006, in precedenza la massima serie in Thailandia era la Kor Royal Cup, un campionato semi-professionistico.
La squadra vincitrice della Thai League 1 si qualifica alla fase a gruppi dell'AFC Champions League, la seconda e la terza classificata si qualificano alla fase preliminare della stessa AFC Champions League e la quarta alla Coppa dell'AFC. Le ultime tre squadre in classifica retrocedono in Thai League 2.

## Storia
Prima della creazione della lega professionistica, la massima serie del campionato thailandese di calcio era la Kor Royal Cup (ถ้วย ก.), competizione semi-professionistica che fu disputata dal 1916 al 1995.
La lega professionistica venne formalmente creata nel 1996 dalla Federazione calcistica della Thailandia (FAT) con il nome Thailand Soccer League, che mantenne per le prime due edizioni. Alla prima stagione del 1996-1997 parteciparono 18 squadre e vi furono 6 retrocessioni. Nessuna nuova squadra fu ammessa alla seconda edizione del 1997 e le squadre divennero 12. Nel 1997 vi fu la prima edizione del campionato di seconda serie, la Thai Division 1 League, e alla fine della Thai Soccer League 1997 una squadra fu retrocessa e una fu ammessa allo spareggio con la seconda classificata della Thai Division 1 League. La terza edizione nel 1998 prese il nome Thai Premier League e mantenne il format dell'edizione precedente. L'ultima edizione con la denominazione Thai Premier League fu quella del 2000, nella quale non vi fu alcuna retrocessione diretta e l'ultima classificata fece uno spareggio con la prima classificata della Thai Division 1 League.
Con la successiva edizione del 2001-2002, il campionato prese il nome Thai League e le retrocessioni furono tre. Alla stagione 2002-2003 parteciparono 10 squadre, con una sola neo-promossa, e a fine anno furono due le retrocesse. Questa soluzione fu adottata anche per le successive edizioni della Thai League del 2003-2004 e del 2004-2005. Per l'edizione del 2006 il campionato fu ribattezzato Thailand Premier League e non vi furono retrocessioni per partire con 16 squadre nella Thai Premier League 2007, nella quale invece le squadre retrocesse furono 4, mentre l'anno dopo furono 3. Il format rimase uguale nel campionato 2009, che riprese il vecchio nome Thai Premier League e in quello successivo le ultime tre disputarono gli spareggi con le migliori della Thai Division 1 League. Al campionato 2011 furono di nuovo ammesse 18 squadre e vi furono tre retrocessioni dirette. Nella Thai Premier League 2013 una squadra fu squalificata e una sola retrocessa.
La Thai Premier League 2014 fu l'unica a cui parteciparono 20 squadre, 5 delle quali furono retrocesse. Nell'agosto di quell'anno scoppiò uno scandalo dopo le rivelazioni del calciatore ghanese Nikwei Issac, militante nella squadra di Thai Division 1 dell'Ayutthaya FC, secondo il quale molti giocatori africani in Thailandia erano stati truffati, non avevano soldi per lasciare il Paese ed erano costretti a prostituirsi con donne locali e a vendere droghe illegali per avere un permesso di soggiorno. Nel 2015 si tornò con la formula a 18 squadre e due retrocessioni.
Il campionato 2016 fu il primo con la denominazione Thai League 1 e vide a fine stagione due retrocessioni, mentre nel 2017 le squadre retrocesse furono 3. Nel campionato 2018 le retrocessioni furono 5 e nel 2019 si tornò alla formula con 16 squadre e due retrocessioni. L'inizio e la fine del campionato successivo erano previsti nel 2020, ma a causa della pandemia di COVID-19 vi furono delle interruzioni e la stagione si protrasse fino al marzo del 2021; quell'anno furono 3 le squadre a retrocedere.

## Squadre
Aggiornate alla stagione 2023-2024.
| Club            | Città               | Stagione precedente       |
| --------------- | ------------------- | ------------------------- |
| Bangkok Utd     | Bangkok             | 2° in Thai League 1       |
| BG Pathum Utd   | Bangkok             | 9° in Thai League 1       |
| Buriram Utd     | Buriram             | Campione della Thailandia |
| Chiangrai Utd   | Chiang Rai          | 5° in Thai League 1       |
| Chonburi        | Chonburi            | 6° in Thai League 1       |
| Khon Kaen Utd   | Khon Kaen           | 13° in Thai League 1      |
| Lamphun Warrior | Lamphun             | 10° in Thai League 1      |
| Muangthong Utd  | Bangkok             | 4° in Thai League 1       |
| Nakhon Phanom   | Bangkok             | 1° in Thai League 2       |
| Police Tero     | Bangkok             | 7° in Thai League 1       |
| Port            | Bangkok             | 3° in Thai League 1       |
| PT Prachuap     | Prachuap Khiri Khan | 11° in Thai League 1      |
| Ratchaburi      | Ratchaburi          | 8° in Thai League 1       |
| Sukhothai       | Sukhothai           | 12° in Thai League 1      |
| Trat            | Trat                | 2° in Thai League 2       |
| Uthai Thani     | Uthai Thani         | 3° in Thai League 2       |

## Cronologia delle denominazioni
| Anno                               | Nome ufficiale                        | Sponsor               |
| ---------------------------------- | ------------------------------------- | --------------------- |
| 1916-1995                          | Kor Royal Cup (ถ้วย ก.)                |                       |
| 1996-1997 e 1997                   | Johnnie Walker Thailand Soccer League | Johnnie Walker        |
| 1998-2000                          | Caltex Premier League                 | Caltex                |
| 2001-2002 e 2002-2003              | GSM Thai League                       | Advanced Info Service |
| 2003-2004 e 2004-2005              | Thai League                           |                       |
| 2006, 2007 e 2008                  | Thailand Premier League               |                       |
| 2009, 2010, 2011 e 2012            | Thai Premier League                   |                       |
| 2013, 2014, 2015                   | Toyota Thai Premier League            | Toyota                |
| 2016, 2017, 2018, 2019 e 2020-2021 | Thai League 1 e Toyota Thai League    | Toyota                |

## Albo d'oro

### Kor Royal Cup (ถ้วย ก.)
| Stagione | Campione                          |
| -------- | --------------------------------- |
| 1916     | Department of Performing Arts     |
| 1917     | Vajiravudh College                |
| 1918     | Vajiravudh College                |
| 1919     | Vajiravudh College                |
| 1920     | Chula-Alumni Association          |
| 1921     | Royal Thai Army                   |
| 1922     | Royal Thai Army                   |
| 1923     | Royal Thai Naval Academy          |
| 1924     | Royal Thai Naval Academy          |
| 1925     | Annullata                         |
| 1926     | Kong Den Rot                      |
| 1927     | Kong Den Rot                      |
| 1928     | Suankularb Wittayalai School      |
| 1929     | Suankularb Wittayalai School      |
| 1930     | Assumption Utd                    |
| 1931     | Thailand Post                     |
| 1932-47  | Annullata                         |
| 1948     | Bang Rak                          |
| 1949     | Assumption Utd                    |
| 1950     | Annullata                         |
| 1951     | Chia Sod                          |
| 1952     | Royal Thai Air Force              |
| 1953     | Royal Thai Air Force              |
| 1954     | Hakka                             |
| 1955     | Chula-Alumni Association          |
| 1956     | Hainan                            |
| 1957     | Royal Thai Air Force              |
| 1958     | Royal Thai Air Force              |
| 1959     | Royal Thai Air Force              |
| 1960     | Royal Thai Air Force              |
| 1961     | Royal Thai Air Force              |
| 1962     | Royal Thai Air Force              |
| 1963     | Royal Thai Air Force              |
| 1964     | Bangkok Bank                      |
| 1965     | Royal Thai Police                 |
| 1966     | Bangkok Bank                      |
| 1967     | Bangkok Bank Royal Thai Air Force |
| 1968     | Port Authority                    |
| 1969     | Raj-Vithi                         |
| 1970     | Raj Pracha                        |
| 1971     | Raj Pracha                        |
| 1972     | Port Authority                    |
| 1973     | Raj-Vithi                         |
| 1974     | Port Authority                    |
| 1975     | Raj-Vithi                         |
| 1976     | Port Authority                    |
| 1977     | Raj-Vithi                         |
| 1978     | Port Authority                    |
| 1979     | Port Authority                    |
| 1980     | Raj Pracha                        |
| 1981     | Bangkok Bank                      |
| 1982     | Raj Pracha                        |
| 1983     | Royal Thai Army                   |
| 1984     | Bangkok Bank                      |
| 1985     | Port Authority                    |
| 1986     | Bangkok Bank                      |
| 1987     | Royal Thai Air Force              |
| 1988     | Krung Thai Bank                   |
| 1989     | Krung Thai Bank                   |
| 1990     | Port Authority                    |
| 1991     | Thai Farmers Bank                 |
| 1992     | Thai Farmers Bank                 |
| 1993     | Thai Farmers Bank                 |
| 1994     | Bangkok Bank                      |
| 1995     | Thai Farmers Bank                 |

### Thai Premier League (Thai League)
| Nº | Stagione  | Campione             | Seconda              | Terza             |
| -- | --------- | -------------------- | -------------------- | ----------------- |
| 1  | 1996-1997 | Bangkok Bank         | SET                  | TOT               |
| 2  | 1997      | Royal Thai Air Force | BBCU                 | Bangkok Bank      |
| 3  | 1998      | BBCU                 | Royal Thai Air Force | BEC Tero Sasana   |
| 4  | 1999      | Royal Thai Air Force | Port                 | BEC Tero Sasana   |
| 5  | 2000      | BEC Tero Sasana      | Royal Thai Air Force | Thai Farmers Bank |
| 6  | 2001-2002 | BEC Tero Sasana      | Osotspa Saraburi     | Bangkok Bank      |
| 7  | 2002-2003 | Krung Thai Bank      | BEC Tero Sasana      | Port              |
| 8  | 2003-2004 | Krung Thai Bank      | BEC Tero Sasana      | Osotspa Saraburi  |
| 9  | 2004-2005 | TTM Phichit          | Buriram PEA          | Osotspa Saraburi  |
| 10 | 2006      | Bangkok Utd          | Osotspa Saraburi     | BEC Tero Sasana   |
| 11 | 2007      | Chonburi             | Krung Thai Bank      | BEC Tero Sasana   |
| 12 | 2008      | PEA                  | Chonburi             | BEC Tero Sasana   |
| 13 | 2009      | Muangthong Utd       | Chonburi             | Bangkok Glass     |
| 14 | 2010      | Muangthong Utd       | Buriram PEA          | Chonburi          |
| 15 | 2011      | Buriram PEA          | Chonburi             | Muangthong Utd    |
| 16 | 2012      | Muangthong Utd       | Chonburi             | BEC Tero Sasana   |
| 17 | 2013      | Buriram Utd          | Muangthong Utd       | Chonburi          |
| 18 | 2014      | Buriram Utd          | Chonburi             | Muangthong Utd    |
| 19 | 2015      | Buriram Utd          | Muangthong Utd       | Suphanburi        |
| 20 | 2016      | Muangthong Utd       | Bangkok Utd          | Bangkok Glass     |
| 21 | 2017      | Buriram Utd          | Muangthong Utd       | Bangkok Utd       |
| 22 | 2018      | Buriram Utd          | Bangkok Utd          | Port              |
| 23 | 2019      | Chiangrai Utd        | Buriram Utd          | Port              |
| 24 | 2020-2021 | BG Pathum Utd        | Buriram Utd          | Port              |
| 25 | 2021-2022 | Buriram Utd          | BG Pathum Utd        | Bangkok Utd       |
| 26 | 2022-2023 | Buriram Utd          | Bangkok Utd          | Port              |
| 27 | 2023-2024 | Buriram Utd          | Bangkok Utd          | Port              |
| 28 | 2024-2025 | Buriram Utd          | Bangkok Utd          | BG Pathum Utd     |

## Titoli per squadra (dal 1996)
| Club                                    | Vittorie | Secondi posti | Stagioni delle vittorie                                          |
| --------------------------------------- | -------- | ------------- | ---------------------------------------------------------------- |
| Buriram Utd                             | 11       | 5             | 2008, 2011, 2013, 2014, 2015, 2017, 2018, 2022, 2023, 2024, 2025 |
| Muangthong Utd                          | 4        | 3             | 2009, 2010, 2012, 2016                                           |
| BEC Tero Sasana                         | 2        | 2             | 2000, 2001-2002                                                  |
| Royal Thai Air Force (Royal Thai)       | 2        | 2             | 1997, 1999                                                       |
| Krung Thai Bank                         | 2        | 1             | 2002-2003, 2003-2004                                             |
| Chonburi                                | 1        | 5             | 2007                                                             |
| BBCU (Sinthana FC)                      | 1        | 1             | 1998                                                             |
| Bangkok Utd                             | 1        | 4             | 2006                                                             |
| Bangkok Bank                            | 1        | -             | 1996-1997                                                        |
| Chiangrai Utd                           | 1        | -             | 2019                                                             |
| TTM Phichit (Thailand Tobacco Monopoly) | 1        | -             | 2004-2005                                                        |
| BG Pathum Utd                           | 1        | -             | 2020-2021                                                        |
| Osotspa Saraburi                        | -        | 2             | -----                                                            |
| SET                                     | -        | 1             | -----                                                            |
| Port (Port Authority)                   | -        | 1             | -----                                                            |

## Capocannonieri
| Stagione  | Capocannonieri                      | Club                           | Gol |
| --------- | ----------------------------------- | ------------------------------ | --- |
| 1996-1997 | Ampon Ampansuwan                    | TOT                            | 21  |
| 1997      | Worawoot Srimaka                    | BEC Tero Sasana                | 17  |
| 1998      | Ronnachai Sayomchai                 | Port Authority                 | 23  |
| 1999      | Sutee Suksomkit                     | Thai Farmers Bank              | 13  |
| 2000      | Sutee Suksomkit                     | Thai Farmers Bank              | 16  |
| 2001-2002 | Worawoot Srimaka Piyapong Khundilok | BEC Tero Sasana Port Authority | 12  |
| 2002-2003 | Sarayoot Chaikamdee                 | Port Authority                 | 12  |
| 2003-2004 | Wimon Chankham                      | Osotspa Saraburi               | 14  |
| 2004-2005 | Sarayoot Chaikamdee Supakit Jinajai | Port Authority PEA             | 10  |
| 2006      | Pipat Thonkanya                     | BEC Tero Sasana                | 12  |
| 2007      | Ney Fabiano                         | TTM Phichit                    | 18  |
| 2008      | Anon Sangsanoi                      | BEC Tero Sasana                | 20  |
| 2009      | Anon Sangsanoi                      | BEC Tero Sasana                | 18  |
| 2010      | Kengne Ludovick                     | Pattaya Utd                    | 17  |
| 2011      | Frank Ohandza                       | Buriram Utd                    | 19  |
| 2012      | Cleiton Silva Teerasil Dangda       | BEC Tero Sasana Muangthong Utd | 24  |
| 2013      | Carmelo González                    | Buriram Utd                    | 23  |
| 2014      | Heberty                             | Ratchaburi Mitr Phol           | 26  |
| 2015      | Diogo                               | Buriram Utd                    | 33  |
| 2016      | Cleiton Silva                       | Muangthong Utd                 | 27  |
| 2017      | Dragan Bošković                     | Bangkok Utd                    | 38  |
| 2018      | Diogo                               | Buriram Utd                    | 34  |
| 2019      | Lonsana Doumbouya                   | Trat                           | 20  |
| 2020-2021 | Barros Tardeli                      | Samut Prakan City              | 25  |
| 2021-2022 | Hamilton Soares                     | Nongbua Pitchaya               | 19  |
| 2022-2023 | Supachai Chaided                    | Buriram Utd                    | 19  |
| 2023-2024 | Supachai Chaided                    | Buriram Utd                    | 21  |
| 2024-2025 | Guilherme Bissoli                   | Buriram Utd                    | 25  |

## Migliori allenatori
| Stagione  | Allenatore              | Club                 |
| --------- | ----------------------- | -------------------- |
| 1996-1997 | Withaya Laohakul        | Bangkok Bank         |
| 1997      | Piyapong Piew-on        | Royal Thai Air Force |
| 1998      | Karoon Narksawat        | BBCU                 |
| 1999      | Piyapong Piew-on        | Royal Thai Air Force |
| 2000      | Pichai Pituwong         | BEC Tero Sasana      |
| 2001-2002 | Attaphol Pusbacom       | BEC Tero Sasana      |
| 2002-2003 | Narong Suwannachote     | Krung Thai Bank      |
| 2003-2004 | Worawoot Dangsamer      | Krung Thai Bank      |
| 2004-2005 | José Alves Berwis       | TTM Phichit          |
| 2006      | Somchai Subpherm        | Bangkok Utd          |
| 2007      | Jadet Meelarp           | Chonburi             |
| 2008      | Prapol Pongpanich       | PEA                  |
| 2009      | Attaphol Buspakom       | Muangthong Utd       |
| 2010      | René Desaeyere          | Muangthong Utd       |
| 2011      | Attaphol Buspakom       | Buriram PEA          |
| 2012      | Slaviša Jokanović       | Muangthong Utd       |
| 2013      | Attaphol Buspakom       | Bangkok Glass        |
| 2014      | Masahiro Wada           | Chonburi             |
| 2015      | Alexandre Gama          | Buriram Utd          |
| 2016      | Non assegnato           |                      |
| 2017      | Totchtawan Sripan       | Muangthong Utd       |
| 2018      | Božidar Bandović        | Buriram Utd          |
| 2019      | Ailton dos Santos Silva | Chiangrai Utd        |
| 2020-2021 | Dusit Chalermsan        | BG Pathum Utd        |
| 2021-2022 | Masatada Ishii          | Buriram Utd          |

## Migliori giocatori
| Stagione  | Giocatore                                          | Club                                |
| --------- | -------------------------------------------------- | ----------------------------------- |
| 1996-1997 | Amporn Amparnsuwan                                 | TOT                                 |
| 1997      | Seksan Piturat                                     | BBCU                                |
| 1998      | Niweat Siriwong                                    | BBCU                                |
| 2000      | Anurak Srikerd                                     | BEC Tero Sasana                     |
| 2001-2002 | Apichart Thaweechalermdit                          | Bangkok Bank                        |
| 2002-2003 | Khampee Pintapol                                   | Bangkok Bank                        |
| 2003-2004 | Pichitpong Choeichew                               | Krung Thai Bank                     |
| 2004-2005 | José Carlos Dasilva                                | TTM Phichit                         |
| 2006      | Phunnarat Klinsukol                                | Bangkok Utd                         |
| 2007      | Pipop On-mo                                        | Chonburi                            |
| 2008      | Narongchai Vachiraban                              | PEA                                 |
| 2009      | Jetsada Jitsawad Kittipol Paphunga Pipat Thonkanya | Muangthong Utd BEC Tero Sasana Port |
| 2010      | Datsakorn Thonglao                                 | Muangthong Utd                      |
| 2011      | Sinthaweechai Hathairattanakool                    | Chonburi                            |
| 2012      | Teerasil Dangda                                    | Muangthong Utd                      |
| 2013      | Theerathon Bunmathan                               | Buriram Utd                         |
| 2014      | Suchao Nuchnum                                     | Buriram Utd                         |
| 2015      | Diogo Luís Santo                                   | Buriram Utd                         |
| 2016      | Non assegnato                                      |                                     |
| 2017      | Jakkaphan Kaewprom                                 | Buriram Utd                         |
| 2018      | Diogo Luís Santo                                   | Buriram Utd                         |
| 2019      | Phitiwat Sukjitthammakul                           | Chiangrai Utd                       |
| 2020-2021 | Sumanya Purisai                                    | BG Pathum Utd                       |
| 2021-2022 | Theerathon Bunmathan                               | Buriram Utd                         |